# 桜乃みか
桜乃 みか（さくらの みか、3月27日 - ）は、日本の漫画家。
東京都出身。血液型はA型。

## 作品リスト

### 漫画
- はつたいけん（マーガレット、全1巻）
  - 併録
    - 秘蜜に濡れる（雑誌掲載時のタイトルは「禁止事項」、ザ マーガレット）
    - キミと私の境界線（ザ マーガレット）
    - また、陽がのぼる（書き下ろし）
- 半熟姫（ザ マーガレット、全1巻）
  - 併録
    - 俺様、飼いませんか!?（マーガレット）
    - キス・フレンド（ザ マーガレット）
    - イマコイ（ザ マーガレット）
    - カオリちゃん秘密日記（ザ マーガレット）
- 恋言心（ザ マーガレット、全1巻）
  - 併録
    - 好きのその後は…（ザ マーガレット）
    - Last Stop（ザ マーガレット）
    - 恋言心〜こいごころ〜 エピローグ（書き下ろし）
- 年下とキスマーク（ザ マーガレット、全1巻）
  - 併録
    - 恋する課外授業（マーガレット）
    - キミからもらった、甘い音（マーガレット）
    - 年下とキスマーク エピローグ（書き下ろし）
- 彼女の爪痕（ザ マーガレット、全1巻）
  - 併録
    - みせるから言わないで（ザ マーガレット）
- きらりアラカルト（ザ マーガレット、全2巻）
- こんな上司にお困りでしたら（プチプリンセス→チャンピオンクロス、全4巻）
- 僕の奴隷になりなさい（マーガレットbookストア!連載、全4巻）
- ライオンと花嫁（プチプリンセス連載、全3巻）
- 神えしにっし（少年ジャンプ+連載、全2巻）
- ミラクルニキ（原作：Nikki Inc.、月刊プリンセス連載、全3巻）
- 後宮錦華伝 予言された花嫁は極彩色の謎をほどく（原作：はるおかりの、キャラクター原案：由利子、マーガレットbookストア!連載、全15巻（電子書籍））
- あの夜からキミに恋してた（原作：ボルテージ、comic tint連載、全4巻）
- 今日夫にナイショで（仮）恋愛します（comic tint、全5巻）
- 公爵様、悪妻の私はもう放っておいてください（ゼロサムオンライン連載中）

### アンソロジー
- 東日本大震災チャリティー漫画本 PARTY! HANA[注 1][1]（2011年8月5日発売[2]、メディアパル、ISBN 978-4-89610-201-7）
  - 草食ですがなにか?[3]
- 弱虫ペダル 公式アンソロジー 放課後ペダル3（2015年8月7日発売、秋田書店、ISBN 978-4-25321-377-6）
- 刀剣乱舞-ONLINE- アンソロジー -出陣準備中!-（2016年3月16日発売、秋田書店、ISBN 978-4-25315-315-7）

### その他
- 新装版 クラスメイトは婚約者!? (著：sAkU、ケータイ小説文庫) - カバーイラスト